# Японский национализм

Флаг восходящего солнца считается одним из символов японского национализма

Япо́нский национали́зм — термин, обозначающий широкий круг общественно-политических движений в Японии, возникших в связи с формированием японской политической нации и японского национального государства во второй половине XIX века.

## Краткая информация
Под японским национализмом понимают:
- этнический или так называемый культурный национализм (яп. 民族主義 миндзоку-сюги), который обосновывает уникальность японского этноса;
- политический национализм (яп. 国民主義 кокумин-сюги), определяющий японцев как политическую нацию и обосновывает её право на существование;
- государственный национализм или этатизм (яп. 国家主義 кокка-сюги), который легитимизирует существование японского государства и рассматривает последнее как совершенную форму организации японской политической нации.

Иногда к японскому национализму ошибочно относят японский империализм (яп. 帝国主義 тэйкоку-сюги), который пренебрегает интересами японской политической нации ради построения полиэтнической и полинациональной империи.
Исключительность Японии, её предназначение править миром были оформлены в концепции, которая сама стала синонимом японского национализма — «Дух Ямато» (яп. 大和魂 Яматодамасии). «Ямато» в данном случае означает древнеяпонское государство, которое позднее переродилось в средневековую Японию. Японские националисты пропагандировали Яматодамасии, придав идиоме периода Хэйан новое значение — «храбрый, смелый и неукротимый дух Японского народа». К тому же японский национализм, в отличие от национализмов европейских народов, имеет ярко выраженную мифологическую и религиозно-мистическую основу. Все японцы считались порождением божественных духов природы — ками, все же остальные народы, согласно мифу, образовались позднее. Территориальная экспансия Японии оправдывалась цитатой из Нихон-сёки «Восемь углов мира под одной крышей».